# Natasha Parry
Natasha Parry (Londra, 2 dicembre 1930 – La Baule-Escoublac, 22 luglio 2015) è stata un'attrice britannica.

## Biografia
Era la figlia del regista Gordon Parry e della sua moglie russa. A soli 12 anni debutta a teatro e a 20 al cinema.
Ha sposato nel 1951 il regista Peter Brook, comparendo spesso nei suoi film.
La coppia ha avuto due figli: l'attrice Irina Brook e il regista Simon Brook. È deceduta a 84 anni per un ictus.

## Filmografia

### Cinema
- Golden Arrow - regia di Gordon Parry (1949)
- Dance Hall - regia di  Charles Crichton (1950)
- Midnight Episode - regia di Gordon Parry (1950)
- The Dark Man - regia di Jeffrey Dell (1951)
- Crow Hollow - regia di Michael McCarthy (1952)
- King Lear - regia di Peter Brook (1953)
- Le amanti di Monsieur Ripois - regia di  René Clément (1954)
- Terra di ribellione - regia di Ronald Neame (1957)
- Merletto di mezzanotte - regia di David Miller (1960)
- Il ruvido e il liscio - regia di Robert Siodmak (1960)
- The Fourth Square - regia di Allan Davis (1961)
- Girl in the Headlines - regia di Michael Truman (1963)
- Romeo e Giulietta - regia di Franco Zeffirelli (1968)
- Oh, che bella guerra! - regia di Richard Attenborough (1969)
- Incontri con uomini straordinari - regia di Peter Brook (1979)
- Le Lit - regia di Marion Hänsel (1982)

### Televisione
- Sir Francis Drake - serie TV (1962)
- The Count of Monte Cristo - serie TV (1964)

## Doppiatrici italiane
Nelle versioni in italiano delle opere in cui ha recitato, Natasha Parry è stata doppiata da:
- Dhia Cristiani in Le amanti di Monsieur Ripois
- Rita Savagnone in Merletto di mezzanotte
- Marina Dolfin in Romeo e Giulietta